# クリスチャン3世の選出

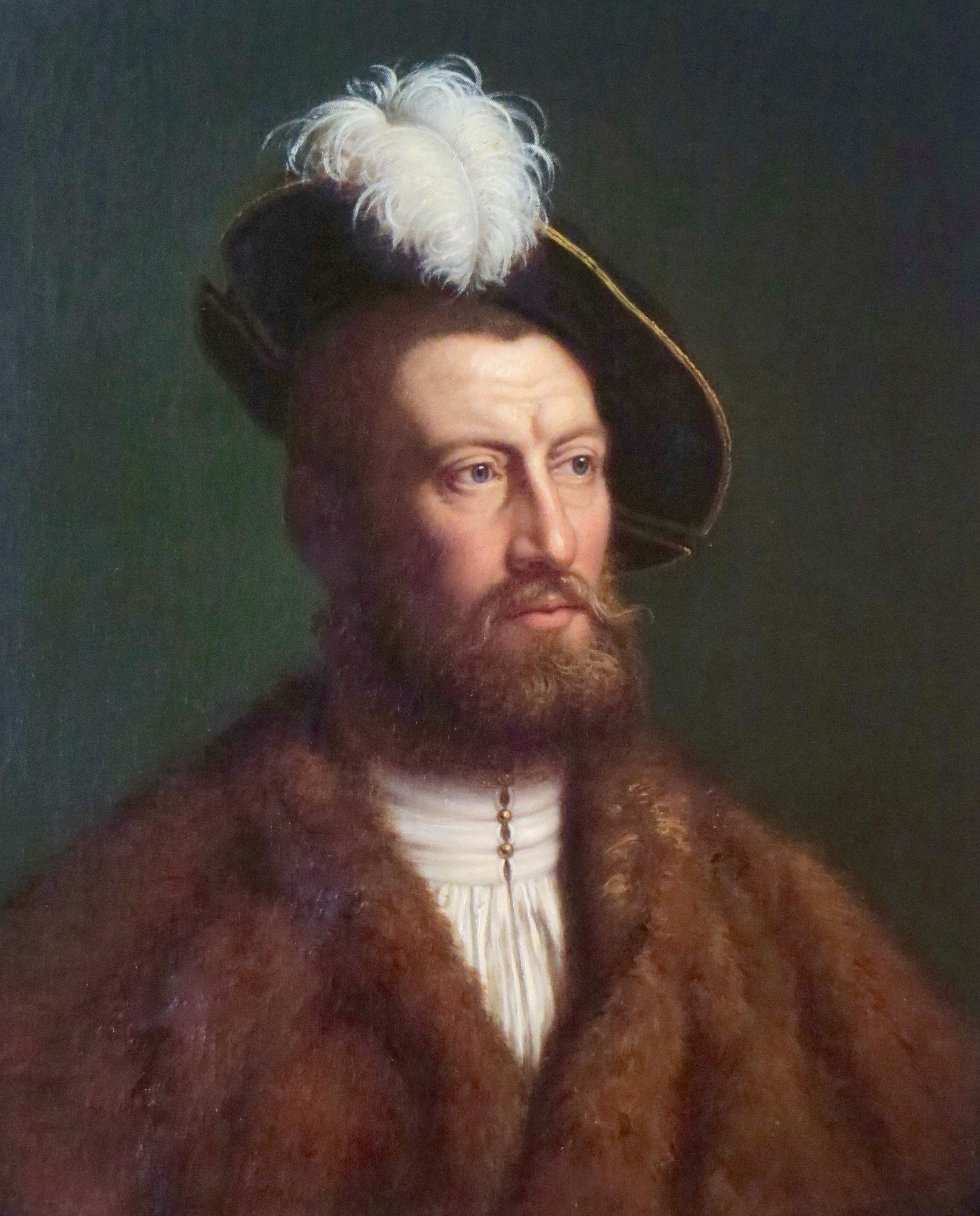
クリスチャン3世

クリスチャン3世の選出では、1534年7月4日にデンマークとノルウェーの王フレゼリク1世の息子であるスレースヴィ及びホルシュタイン公クリスチャンが、ユラン半島東部のリュー (Rye)にあるSt. Søren's教会において開催されたデンマーク王国参事会でデンマーク国王に選出されたことについて記述する。
クリスチャン3世は、1521年に開催されたヴォルムス帝国議会でマルティン・ルターの講演を聞いたことから、カトリックからプロテスタント（ルーテル派）に改宗しており、領内においてプロテスタントの布教を認めていた。そのため、デンマーク王国参事会で多数派を構成するカトリックの聖職者はクリスチャンの即位に難色を示していた。

1533年4月10日、フレゼリク1世の死去に伴い、6月にデンマーク王国参事会が開催されたが、クリスチャンの国王即位の支持者は宮廷長官のモーエンス・ゴイェ（en）やマルメー市長のヨーアン・コック（da）など少数にとどまり、多数派を占めるカトリックの聖職者はクリスチャンの弟にあたるハンス（de）の擁立を図ったため、会議は6月18日に決裂、国王選出は1年の延期となるとともに、司教支配のカトリック反動政策が復活した。

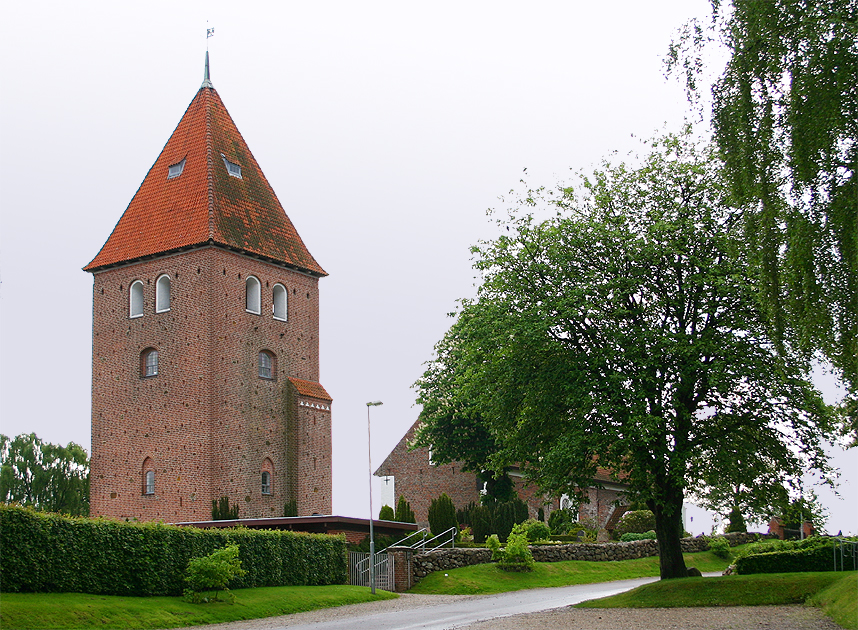
クリスチャン3世が選出されたリューにあるSt. Søren's教会

この頃、ハンザ同盟の盟主であるリューベックが、かつて掌握していたバルト海・北海の経済的覇権を再び取り戻そうと図っていたこと、また、マルメー市長ヨーアン・コックもカトリック反動への対抗から、リューベックとマルメーの利害が一致、フレゼリク1世に退位させられていたクリスチャン2世の復位を名目に、オルデンブルク伯クリストファ（以下、クリストファ伯）を扇動し、1534年5月にクリストファ伯がホルシュタイン公国を攻撃したことから伯爵戦争が勃発、スコーネ、シェラン島、フュン島と言ったデンマーク東部はクリストファ伯の手に落ちた。
一方、デンマーク西部のユラン半島において宮廷長官モーエンス・ゴイェはクリスチャンの即位を決めるべく、7月4日、リューのSt. Søren's教会でユラン半島の8人の貴族と4人の司教を集め参事会を開催した。下級貴族は教会に現れたものの、教会の外に留め置かれ、会議に参加することができなかった。彼らは堪忍袋の緒が切れ、教会に乱入し誰がクリスチャン即位に反対しているのかを知らせるよう要求した。その結果、ゴイェに反発する貴族も押し切られる形となり、クリスチャン即位を認めることとなった。オーフスの司教（en）は、クリスチャン即位が自らの没落を意味していることが分かっていたことから、即位承認の署名をする時にすすり泣いていた。
クリスチャンは国王即位に躊躇していたが、1534年8月18日ホーセンスで国王に即位した。そして1536年7月末のコペンハーゲン陥落、次いでその後のデンマーク＝ノルウェーの宗教改革でクリスチャン3世は王権を拡大していくこととなる。